# Chrysophyllum striatum
Chrysophyllum striatum – gatunek drzew należących do rodziny sączyńcowatych. Występuje na terenie Ameryki Południowej, na obszarze Panamy.